# Scarabaeus festivus
Scarabaeus festivus es una especie de escarabajo del género Scarabaeus, familia Scarabaeidae. Fue descrita científicamente por Harold en 1868.
Habita en la región afrotropical (Nigeria, Dahomey, Costa de Marfil, Togo, Burkina Faso y Camerún).